# آکادمی زبان عبری
آکادمی زبان عبری (عبری: הָאָקָדֶמְיָה לַלָּשׁוֹן הָעִבְרִית، Ha-Akademya la-Lashon ha-Ivrit) در سال ۱۹۵۳ میلادی توسطِ دولتِ اسرائیل به‌عنوانِ نهادِ عالی برای پژوهش بر زبان عبری در دانشگاه عبری اورشلیم و برای روزآوری و تنظیمِ زبانِ عبری تأسیس شد. این نهاد، پیشتر به‌عنوانِ کمیتهٔ زبان عبری فعالیت می‌کرد و سپس در سالِ ۱۹۵۳ میلادی به نهادِ عالی برای پژوهش بر زبان عبری تغییرِ نام یافت.